# Danilo Grujić
Danilo Grujić (Servisch: Данило Грујић) (Niš, 3 maart 1980) is een Servisch voormalig voetbalscheidsrechter. Hij was in dienst van FIFA en UEFA tussen 2012 en 2019. Ook leidde hij van 2009 tot 2021 wedstrijden in de Superliga.
Op 13 september 2009 leidde Grujić zijn eerste wedstrijd in de Servische eerste divisie. De wedstrijd tussen FK Vojvodina en FK Smederevo eindigde in 1–1. Hij gaf in dit duel zes gele kaarten. Drie jaar later, op 5 juli 2012, floot de scheidsrechter zijn eerste wedstrijd in de UEFA Europa League. Renova Čepčište en AC Libertas troffen elkaar in de eerste ronde (4–0). In dit duel deelde de Servische leidsman vijf gele kaarten uit. Zijn eerste wedstrijd in de UEFA Champions League volgde op 23 juli 2013, toen in de tweede ronde Molde FK met 2–0 won van Sligo Rovers. Grujić gaf in dit duel driemaal een gele kaart aan een speler.

## Interlands
| Datum            | Plaats                       | Wedstrijd                             | Uitslag | Competitie        | Kreeg geel | Kreeg voor de tweede keer geel en dus rood | Weggestuurd |
| ---------------- | ---------------------------- | ------------------------------------- | ------- | ----------------- | ---------- | ------------------------------------------ | ----------- |
| 15 augustus 2012 | Skopje, Macedonië            | Macedonië – Slovenië                  | 3 – 2   | Vriendschappelijk | 1          | 0                                          | 0           |
| 14 november 2012 | Podgorica, Montenegro        | Montenegro – Letland                  | 2 – 0   | Vriendschappelijk | 1          | 0                                          | 0           |
| 4 september 2014 | Tuzla, Bosnië en Herzegovina | Bosnië en Herzegovina – Liechtenstein | 3 – 0   | Vriendschappelijk | 0          | 0                                          | 0           |
| 29 maart 2016    | Podgorica, Montenegro        | Montenegro – Wit-Rusland              | 0 – 0   | Vriendschappelijk | 4          | 0                                          | 1           |